# Döndü Güvenç
Döndü Güvenç (6 de abril de 1978) es una deportista turca que compitió en taekwondo. Ganó dos medallas en el Campeonato Europeo de Taekwondo en los años 1998 y 2002.
Participó en los Juegos Olímpicos de Sídney 2000, donde finalizó quinta en la categoría de –49 kg.

## Palmarés internacional
| Campeonato Europeo | Campeonato Europeo       | Campeonato Europeo | Campeonato Europeo |
| Año                | Lugar                    | Medalla            | Categoría          |
| ------------------ | ------------------------ | ------------------ | ------------------ |
| 1998               | Eindhoven (Países Bajos) | Medalla de plata   | –51 kg             |
| 2002               | Samsun (Turquía)         | Medalla de oro     | –51 kg             |